# Campagna del Piquisiry
La campagna del Piquisiry o campagna di Asunción fu la quarta parte della guerra della Triplice Alleanza; durò da agosto 1868 a gennaio 1869.
Dopo il parziale successo paraguaiano della campagna del Mato Grosso e le sconfitte rimediate nella campagna di Corrientes e, più tardi, nella lunga e cruenta campagna di Humaitá, il presidente Francisco Solano López rinunciò a difendere la linea del fiume Tebicuary, facendo ritirare il proprio esercito dietro una linea molto più vicina alla capitale del Paraguay, sul torrente Piquisiry. Un nucleo di batterie costiere sbarrava agli invasori l'avanzata lungo il fiume Paraguay nei pressi della località di Angostura. Le truppe brasiliane riuscirono ad evitare lo sbarramento d'artiglieria trovando un passaggio sul lato destro del fiume e sorpresero l'esercito nemico alle spalle; le forze paraguaiane furono sbaragliate e López si trovò costretto ad evacuare Asunción, che fu occupata e saccheggiata nel gennaio del 1869.
Gli occupanti installarono nella città un regime fantoccio, mentre López si vide costretto a ritirarsi verso l'interno del paese.

## Contesto storico
La guerra della Triplice Alleanza iniziò con l'invasione di Brasile e Argentina perpetrata dal Paraguay in seguito all'intromissione dei primi due paesi nella guerra civile scoppiata in Uruguay, intervento che minacciava di alterare gli equilibri strategici di tutta la regione. Dal punto di vista paraguaiano la rottura dell'equilibrio preesistente metteva in pericolo la propria autonomia economica e rendeva difficile il mantenimento dei territori contesi di confine.
La guerra scoppiò quando ad Asunción giunse la notizia che l'esercito brasiliano aveva invaso l'Uruguay, disattendendo il monito paraguaiano. Per tutta risposta l'esercito del Paraguay invase la provincia brasiliana del Mato Grosso, isolata dal resto dell'impero; la campagna ottenne un rapido successo, e in due mesi la maggior parte del territorio passò sotto il controllo delle forze di Asunción.

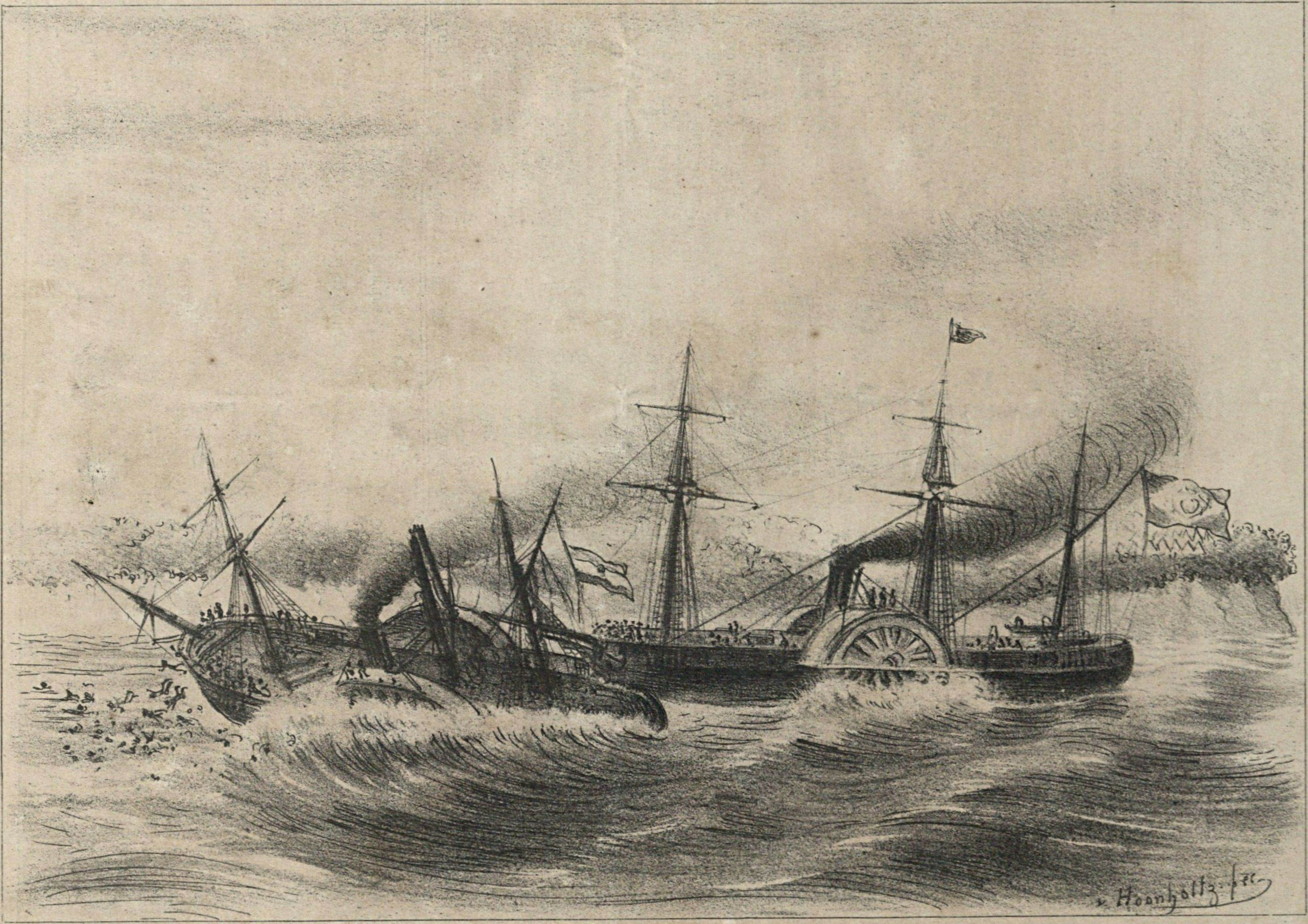
Battaglia del Riachuelo.

In seguito, il presidente paraguaiano Francisco Solano López chiese a quello argentino Bartolomé Mitre l'autorizzazione ad attraversare le province di Corrientes e Entre Ríos per attaccare il Brasile anche da sud. Ricevuta risposta negativa, López dichiarò guerra anche all'Argentina il 19 marzo 1865, invadendone il territorio. Alla notizia dell'invasione, Brasile, Argentina e Uruguay firmarono a Buenos Aires il "Trattato della Triplice Alleanza".
Dopo i primi rapidi successi, l'esercito paraguaiano cominciò presto ad accumulare una serie di sconfitte: la flotta fu distrutta nella battaglia del Riachuelo, mentre le truppe che scendendo lungo il fiume Uruguay erano riuscite a raggiungere il territorio brasiliano furono sconfitte nell'assedio di Uruguaiana.
Ciò che rimase dell'esercito paraguaiano si ritirò nel proprio territorio, incalzato dalle forze alleate che invadendo la parte meridionale del Paraguay diedero inizio nell'aprile del 1866 alla campagna di Humaitá, incontrando subito il dispositivo difensivo paraguaiano incentrato su quattro fortificazioni (il cosiddetto "Quadrilatero") e teso ad ostruire l'avanzata verso Asunción sia da terra che dal fiume Paraguay. Una lunga serie di battaglie costò un enorme numero di perdite da ambo le parti, fino a raggiungere uno stallo nelle operazioni in seguito alla battaglia di Curupaity. Le malattie fecero più vittime delle stesse operazioni belliche: alle pessime condizioni igieniche e alimentari si aggiunse un'epidemia di colera.
Lo stallo delle operazioni si protrasse dal settembre del 1866 al luglio del 1867, quando fu rotto da un'offensiva alleata. Si dovette tuttavia attendere ancora un anno perché le fortificazioni fossero oltrepassate da una squadra navale brasiliana. In seguito a questa azione, le forze paraguaiane installarono una nuova linea difensiva, molto più vicina ad Asunción, abbandonando la precedente nell'agosto del 1868. La campagna di Humaitá, iniziata nell'ottobre del 1865, era durata quasi tre anni.

## Da Humaitá al Piquisiry

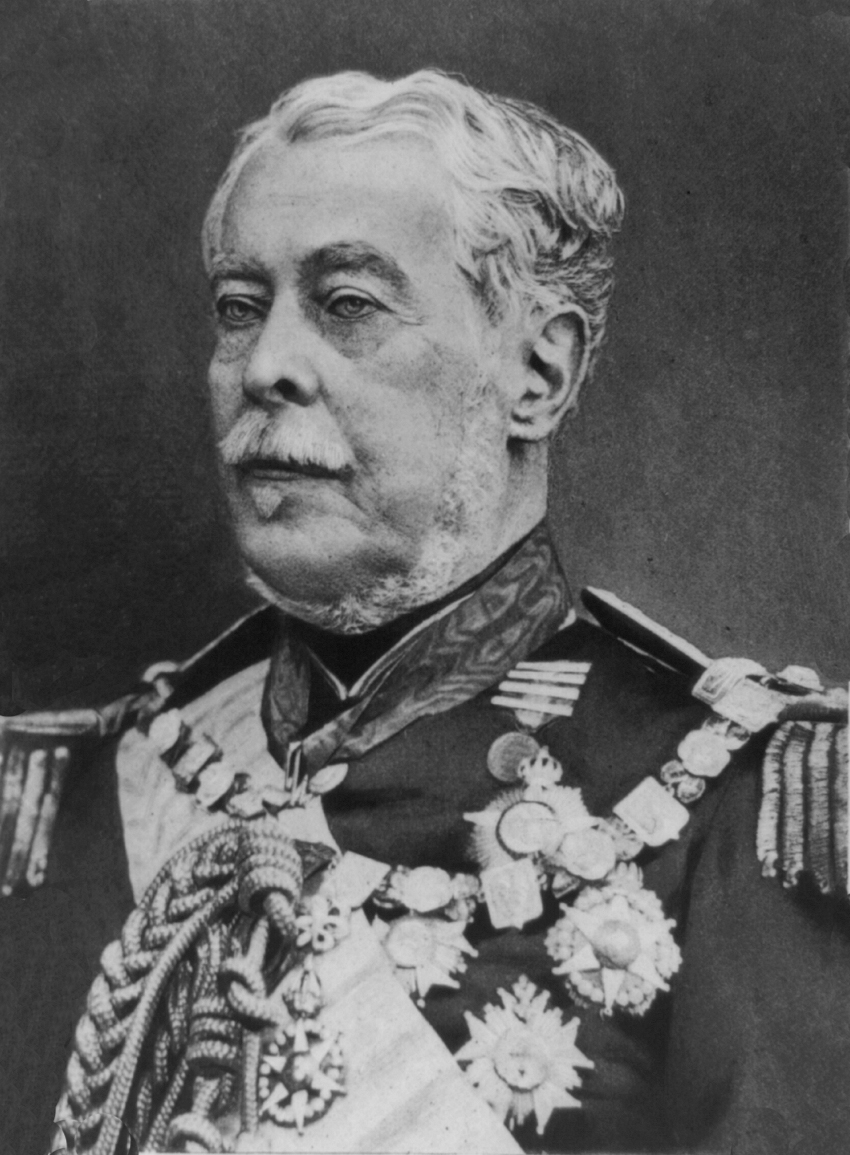
Luís Alves de Lima e Silva, marchese di Caxias.

Di fronte all'avanzata navale brasiliana il presidente López rinunciò a difendere la linea del fiume Tebicuary, pianificando un dispositivo difensivo molto più vicino ad Asunción, sul torrente Piquisiry, dove si installò nel mese di settembre del 1868.
Nelle file alleate il marchese di Caxias, comandante del contingente brasiliano, chiese inutilmente all'imperatore Pietro II di porre termine alla guerra; il sovrano era infatti convinto che la stabilità della sua corona dipendesse da una vittoria completa e schiacciante che includesse la cattura o la morte di López, l'installazione di un governo filo-brasiliano in Paraguay e la soluzione di tutte le contese sui confini a favore dell'Impero. Nonostante ciò, per soddisfare Caxias, che considerava un elemento imprescindibile per la buona riuscita delle operazioni, Pietro II stabilì che i tre eserciti alleati operassero in futuro senza alcun centro unificato; questa decisione liberava il Brasile, che forniva la grande maggioranza delle truppe, dal concertare le sue operazioni con gli alleati. La misura tagliò fuori dalle decisioni brasiliane il comandante argentino, Juan Andrés Gelly y Obes, che Caxias considerava un profittatore a cui interessava la continuazione indefinita della guerra.

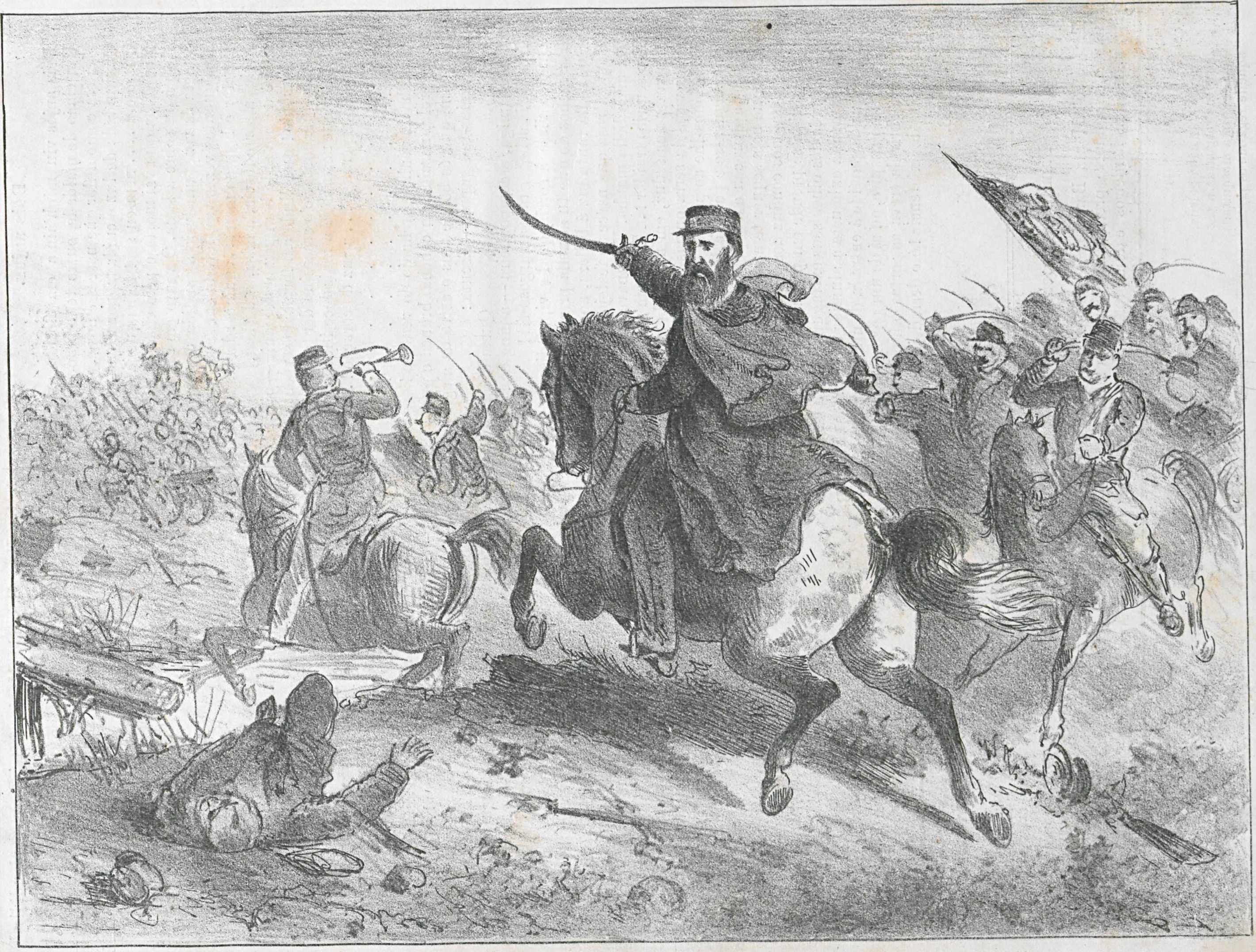
Il barone de Triomphe nel passaggio del Rio Surubí-hi (26 settembre 1868).

Il 19 agosto l'esercito brasiliano, seguito da quelli alleati, iniziò a marciare verso nord dalle postazioni di Humaitá, a breve distanza dal fiume Paraguay; dopo aver attraversato paludi e torrenti sotto le piogge tropicali e tra nugoli di insetti, arrivarono al porto di Palmas, sulla sponda meridionale del Piquisiry, il 24 settembre. Lì ebbe subito luogo un combattimento per il possesso di un ponte sul torrente Surubí-i, che fu conquistato, nel quale il marchese dovette però affrontare per la prima volta lo sbandamento delle proprie truppe.
Da Palmas Caxias poté osservare le fortificazioni paraguaiane: l'avanzamento lungo il fiume Paraguay era impedito da un nuovo nucleo di batterie costiere nella località di Angostura, mentre l'attacco frontale era impossibilitato dalle linee difensive costruite a nord del Piquisiry e dalle inondazioni di questo torrente, ostruito da una diga costruita dall'esercito paraguaiano.
Le scarse conoscenze geografiche alleate relative al territorio del Paraguay fecero supporre che il lago Ypoá fungesse da margine sinistro delle fortificazioni difensive; per questo motivo fu scartata l'ipotesi di aggirare da est le postazioni paraguaiane. Una delle opzioni che si presentavano all'esercito alleato era quella di costeggiare il lago, entrando in un territorio totalmente sconosciuto e probabilmente popolato per poi attaccare da lì Asunción; questo piano fu scartato perché le truppe attaccanti avrebbero dovuto allontanarsi troppo e per un tempo indefinito dalla flotta stanziata sul fiume Paraguay, che non avrebbe potuto dare nessun supporto.
Caxias optò per un'altra opzione: trasportare le sue truppe dietro le linee difensive nemiche, a monte del fiume Paraguay. Il marchese fece quindi aprire un cammino di 25 km sulla sponda destra del fiume, in pieno Chaco, attraverso il quale fare passare truppe, carri e cannoni. Dopo un mese di preparativi fece trasportare sull'altra sponda del fiume le truppe brasiliane, mentre quelle argentine e uruguaiane rimanevano sul Piquisiry. Con una marcia terrestre di 48 ore i brasiliani arrivarono così sulla sponda destra del fiume a monte delle fortificazioni di Angostura; qui furono nuovamente imbarcate dalla squadra navale brasiliana, che nel frattempo aveva forzato il passaggio, e trasportati di nuovo sulla sponda sinistra nei pressi della località di San Antonio.

## Itororó e Avay

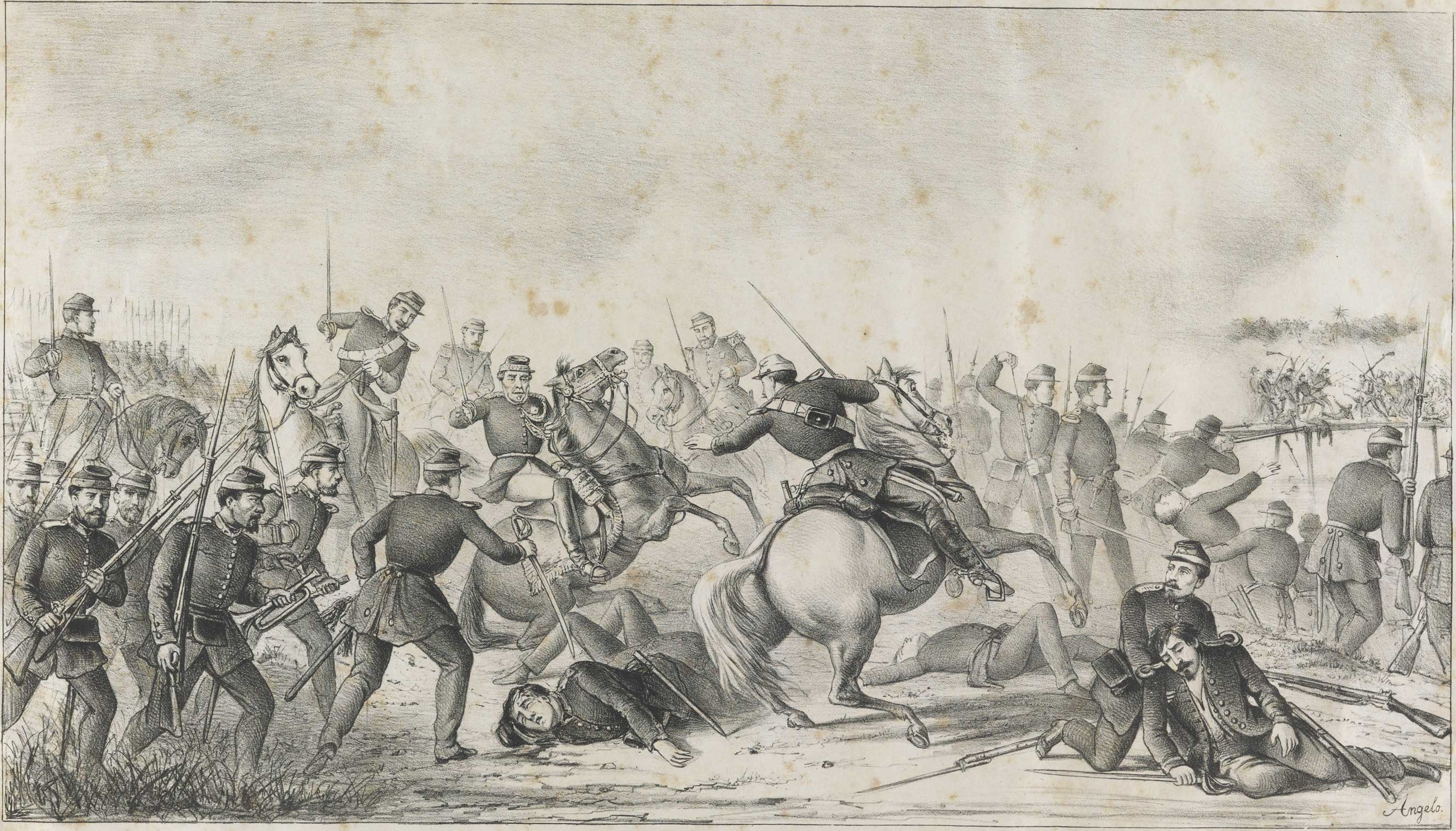
Battaglia di Itororó (6 dicembre 1868).

Lo sbarco avvenne il 3 dicembre 1868, dando inizio a quello che gli storiografi brasiliani chiamano la dezembrada: un esercito di 18 600 uomini si mosse verso sud per attaccare alle spalle le postazioni difensive paraguaiane sul Piquisiry.
I soldati paraguaiani avevano dimostrato a più riprese di essere molto abili a sostenere una posizione, ma non altrettanto abili ad attaccare; ciò spinse López a limitarsi a difendersi. Anche se il presidente paraguaiano non ripeté l'errore nel quale era caduto più volte di attaccare un esercito numericamente superiore, ancora una volta divise il suo esercito per intraprendere azioni minori. A sei chilometri a sud di San Antonio il sentiero rivierasco attraversava il torrente Itororó per mezzo di un piccolo ponte, dove 5 000 paraguaiani al comando del generale Bernardino Caballero aspettavano l'esercito invasore. Gli uomini di Caxias riuscirono a prendere il ponte nella battaglia di Itororó del 6 dicembre, anche se le perdite ammontarono a 3 000 persone, contro le 1 200 paraguaiane.
Cinque giorni più tardi López tornò ad opporre agli invasori una divisione di 5 600 uomini al comando di Caballero. Questa volta la posizione era meno facile da difendere e l'esercito paraguaiano perse nella battaglia di Avay 3 600 uomini. Esistono testimonianze che indicano che molti dei prigionieri furono giustiziati; inoltre caddero in mani brasiliane anche 300 donne, alcune delle quali furono violentate. Ad Avay Caxias rimase deluso dalle sue truppe, dato che gli era costato molto impedire che fuggissero di fronte al nemico; diede la colpa di tale situazione alla presenza nelle sue file di schiavi liberati privi del concetto di "patria". Non senza ragione, visto che erano stati messi in libertà in cambio dell'arruolamento e solo fino al termine della guerra e pensavano che a operazioni militari terminate sarebbero tornati in schiavitù.

## Le Lomas Valentinas

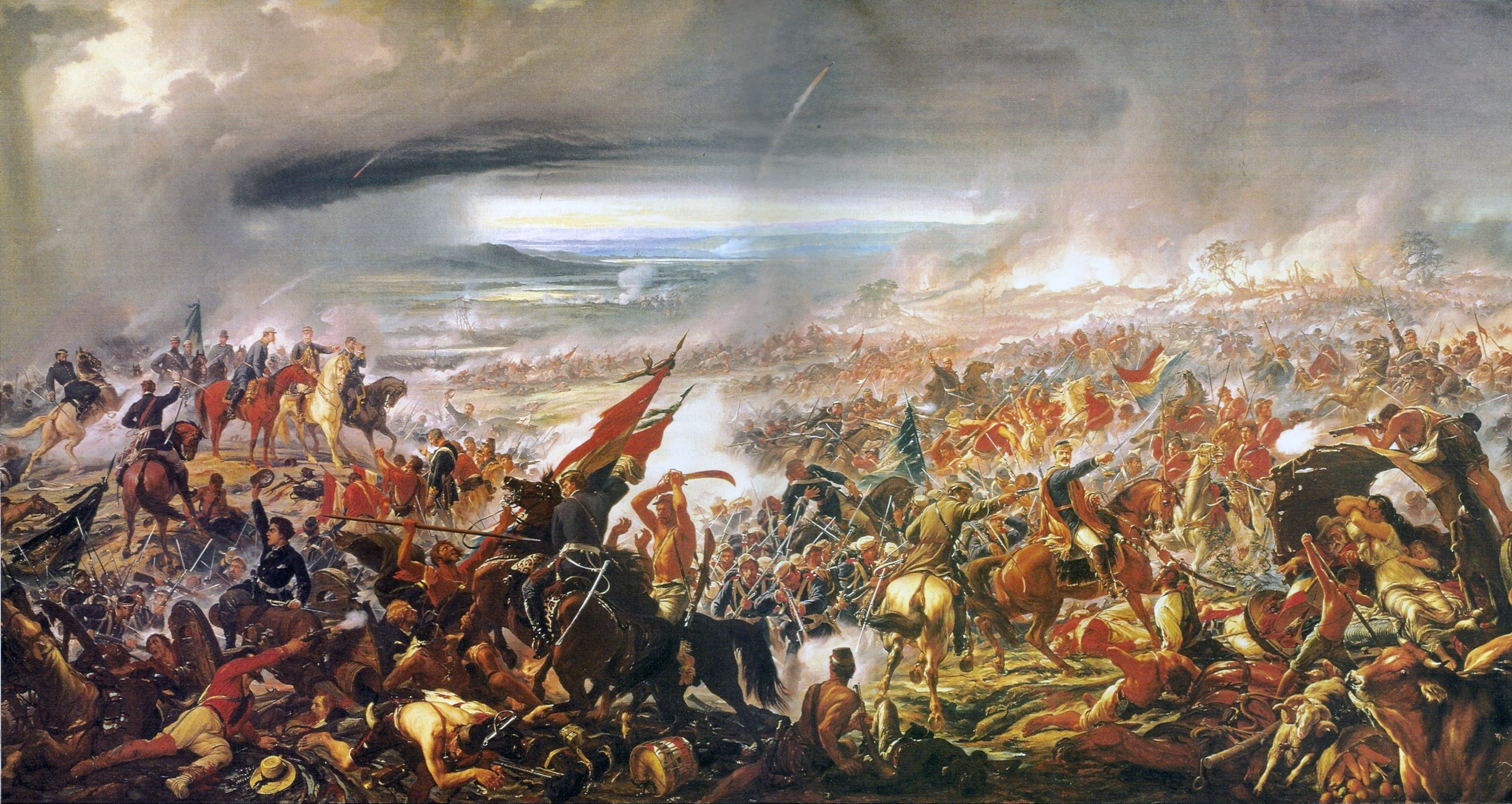
La battaglia di Avay, dipinto di Pedro Américo. Museo nazionale delle belle arti, Rio de Janeiro

Continuando ad avanzare, Caxias occupò Villeta, a breve distanza dalle posizioni di López. Quest'ultimo riunì i suoi uomini in un'ultima posizione difensiva sulle Lomas Valentinas, poco a nord del Piquisiry. Gelly y Obes avanzò in direzione nord, trovando una parte delle posizioni nemiche sguarnita; questo gli permise di giungere anch'egli a Villeta, passando tra le fortificazioni che circondavano la batteria di Angostura e le piccole alture chiamate Lomas Valentinas.

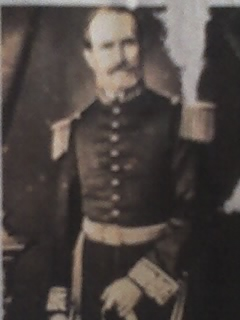
Juan Andrés Gelly y Obes

Un attacco di Gelly y Obes alle trincee del Piquisiry, orientato ad impedire che le forze paraguaiane che le difendevano si ritirassero anch'esse sulle Lomas Valentinas, non ebbe in apparenza l'effetto sperato. Rimasero sul terreno tra i 2 500 e i 3 000 uomini, mentre ad Itá Ibaté, al centro del dispositivo difensivo paraguaiano, si concentrarono tra i 9 300 e i 9 800 uomini. il 21 dicembre Caxias sferrò un forte attacco alle posizioni paraguaiane nella prima battaglia delle Lomas Valentinas o di Itá Ivaté; le truppe paraguaiane, tuttavia, si difesero con molta efficacia, mentre i brasiliani si sbandarono e al loro comandante non rimase che ordinare la ritirata.
Con la firma congiunta di Caxias e di Gelly y Obes fu inviata il 24 dicembre un'intimazione alla resa diretta al presidente López; questi la rigettò prontamente, ricordando ai suoi nemici che la sua offerta di pace era stata rifiutata due anni prima a Yataití Corá.
In seguito alla sconfitta subita Caxias si vide costretto a coinvolgere nuovamente le forze argentine e uruguaiane nei piani per la battaglia successiva. Il 27 dicembre gli alleati ottennero una cruenta vittoria nella seconda battaglia delle Lomas Valentinas o di Itá Ivaté. La battaglia si concluse con il massacro degli sconfitti, compresi quelli che si erano arresi, nella maggior parte ormai adolescenti e anziani. I paraguaiani persero 2 500 uomini (1 500 morti e 1 000 feriti), mentre gli alleati lamentarono la perdita di 460 combattenti.
López riuscì a fuggire nel corso della battaglia senza essere inseguito dai brasiliani, che controllavano ormai il terreno. Le cause di questa fuga da una posizione completamente accerchiata non sono mai state accertate, ma generalmente la colpa viene attribuita a Caxias, attribuendole svariate motivazioni, dalla stanchezza fisica e morale dell'anziano comandante fino alla sottomissione agli ordini impartiti dai suoi superiori nella massoneria.
Una serie di combattimenti ingaggiati dalle forze argentine comandate dal colonnello Donato Álvarez fu il preludio al bombardamento massiccio del nucleo d'artiglieria rimasto isolato ad Angostura. Alla fine di lunghe negoziazioni il comandante della piazza, il tenente colonnello George Thompson, un ingegnere britannico che era stato arruolato qualche anno prima da López e che era stato fino ad allora il principale artefice di tutte le opere difensive paraguaiane, accettò la resa e si consegnò con i 1 700 uomini al suo comando. Dopo la resa i brasiliani si resero colpevoli di numerose violenze nei confronti della popolazione civile.
Nel frattempo le dimissioni ripetutamente offerte da Gelly y Obes furono alla fine accolte; il 22 dicembre fu nominato comandante delle truppe argentine Emilio Mitre, fratello dell'ex presidente, che però assumerà il comando solo all'inizio del 1869.

## L'occupazione di Asunción
La notte del 1º gennaio 1869 una divisione brasiliana diede inizio all'occupazione di Asunción, rimasta completamente indifesa e che era già stata evacuata dalla maggioranza della sua popolazione. Nei giorni successivi entrò il resto dell'esercito brasiliano, accompagnato da alcuni contingenti uruguaiani; la città fu sottoposta ad un violento saccheggio. Non si salvarono neppure le chiese, né le ambasciate straniere; l'ambasciata degli Stati Uniti d'America fu particolarmente colpita dalle violenze, probabilmente come ritorsione al fatto che l'ambasciatore aveva cercato di mediare tra López e Caxias.
Il generale argentino Emilio Mitre, invece, si rifiutò di entrare ad Asunción per non "autorizzare con la presenza della bandiera argentina... gli scandali inauditi e vergognosi... che hanno avuto luogo."
Le forze d'occupazione presero possesso anche di alcune località nei dintorni, compresa Luque, che un anno prima era stata dichiarata nuova capitale del Paraguay da Francisco Solano López. Le forze argentine furono invece ripartite tra Villeta e Nueva Burdeos, l'attuale Villa Hayes, di fronte ad Asunción. Gli uruguaiani iniziarono a ritirarsi verso il loro paese.
Il marchese di Caxias, che era stato colpito da un malore durante una messa, abbandonò la guerra il 19 gennaio, dopo averla ritenuta conclusa. Al suo posto prese il comando il generale Guilherme Xavier de Souza. Caxias sarà in seguito nominato Duca e ricoprirà le cariche di senatore e poi di primo ministro dell'Impero del Brasile.
Gli occupanti non si preoccuparono di formare un governo indipendente del Paraguay fino al 15 agosto 1869, quando tra le rovine di Asunción si formò un "governo provvisorio" o Triumvirato, composto da Cirilo Antonio Rivarola, Carlos Loizaga e José Antonio Bedoya. Tale governo fu imposto dalle autorità militari brasiliane ed era formato da persone che avevano partecipato dall'esilio a cospirazioni contro i governi dei López o avevano partecipato alla formazione degli eserciti invasori. Poco dopo Bedoya e Loizaga rinunciarono ai loro incarichi, lasciando il solo Rivarola come presidente.

## Campagna della Cordillera
I resti dell'esercito paraguaiano si videro costretti a ritirarsi verso nord-est, proclamando come propria capitale in successione Piribebuy e Curuguaty. Nella sua lunga ritirata verso l'interno l'esercito fu distrutto, integrato ormai solo da anziani e bambini. Da parte sua López, colpito da manie di persecuzione, giustiziò 400 persone, tra le quali due suoi fratelli, accusate di cospirare contro di lui.
Alla fine il presidente paraguaiano, braccato dall'esercito brasiliano, fu ucciso il 1º marzo 1870 nel combattimento di Cerro Corá, all'estremo nord-est del paese.

## Conseguenze
Alla fine della guerra il Brasile ottenne tutti i territori rivendicati, mentre l'Argentina inglobò i territori in disputa con il Paraguay, che corrispondono alle province di Formosa e Misiones.
Il risultato più grave della guerra fu la perdita della grande maggioranza della popolazione paraguaiana, che fu ridotta a 116 000 sopravviventi (in gran parte donne e bambini) dai 300 000 abitanti stimati prima dei combattimenti; gli storici paraguaiani tuttavia presuppongono una popolazione iniziale nel paese molto più numerosa. Anche gli alleati ebbero un numero molto alto di caduti in battaglia: circa 100 000 soldati brasiliani e 10 000 argentini.
Infine, il Paraguay vide distrutta la sua prosperità economica e cadde in una profonda arretratezza tecnologica, culturale e sociale. Fu obbligato al pagamento di enormi indennizzi di guerra e a contrarre un prestito che impiegò molti decenni a ripagare. Il suo abbozzato sviluppo industriale fu fermato e sparì completamente.